# 기정익
기정익(奇挺翼, 1627년~1690년)은 조선의 학자이다.

## 생애
기효간(奇孝諫)의 고손으로 1627년에 조선 전라도 장성에서 태어난 그는 송시열(宋時烈)에게 학문을 배웠다.
1672년에 필암서원(筆巖書院) 이건에 참여했으며, 1681년에 제릉참봉(齊陵參奉)에 제수되고, 효릉참봉(孝陵參奉)에 임명되었지만 출사하지 않고 학문과 후학양성에 전념했다.